# Catasticta ludovici
Catasticta ludovici is een vlindersoort uit de familie van de witjes (Pieridae), onderfamilie Pierinae.
De wetenschappelijke naam van de soort werd in 1998 gepubliceerd door Eitschberger & Racheli.